# Rhopalogaster micronyx
Rhopalogaster micronyx är en tvåvingeart som beskrevs av Tomasovic 2002. Rhopalogaster micronyx ingår i släktet Rhopalogaster och familjen rovflugor. Inga underarter finns listade i Catalogue of Life.